# Quercus palmeri
Quercus palmeri är en bokväxtart som beskrevs av Georg George Engelmann. Quercus palmeri ingår i släktet ekar, och familjen bokväxter. Inga underarter finns listade.

## Bildgalleri

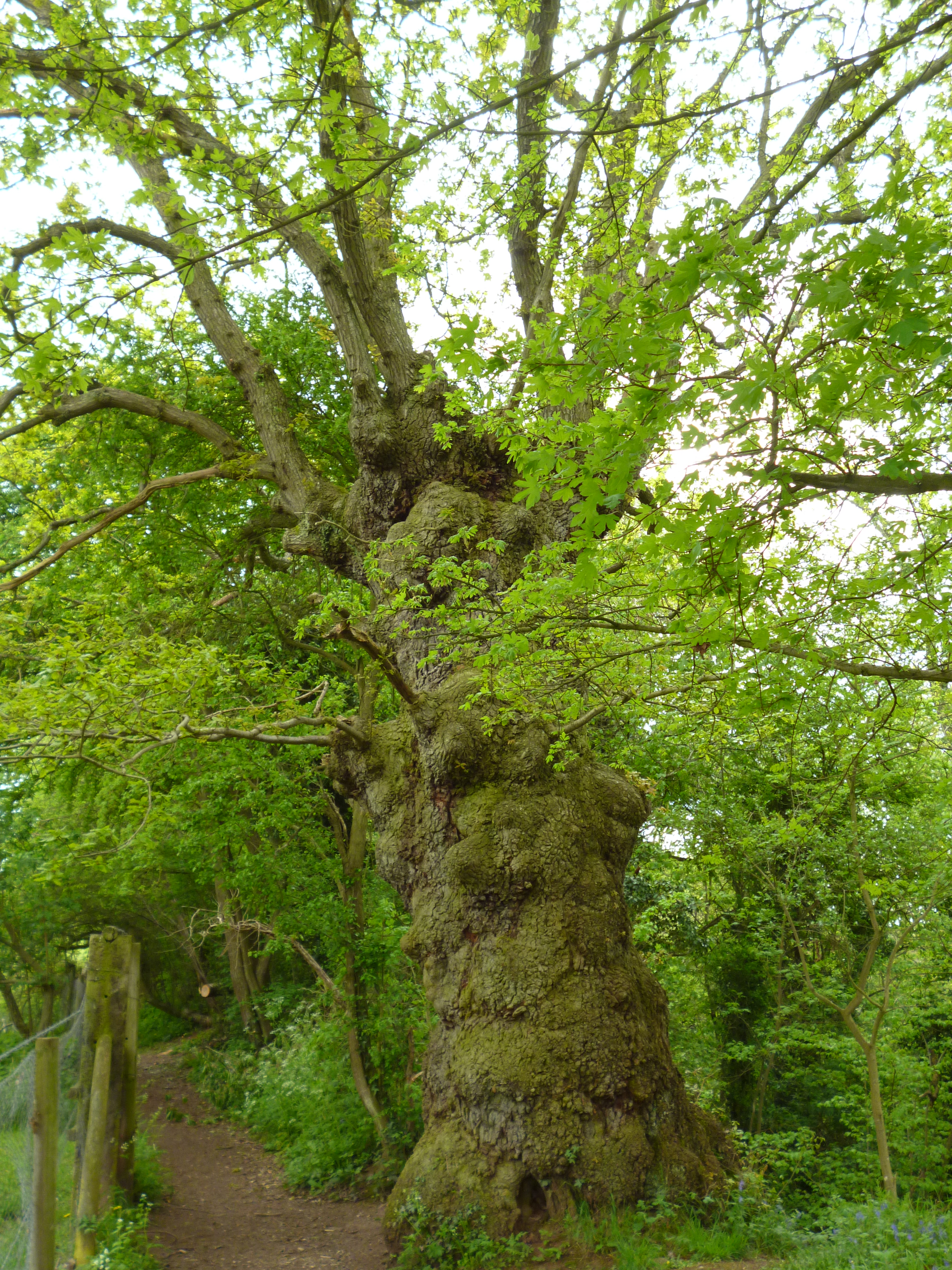
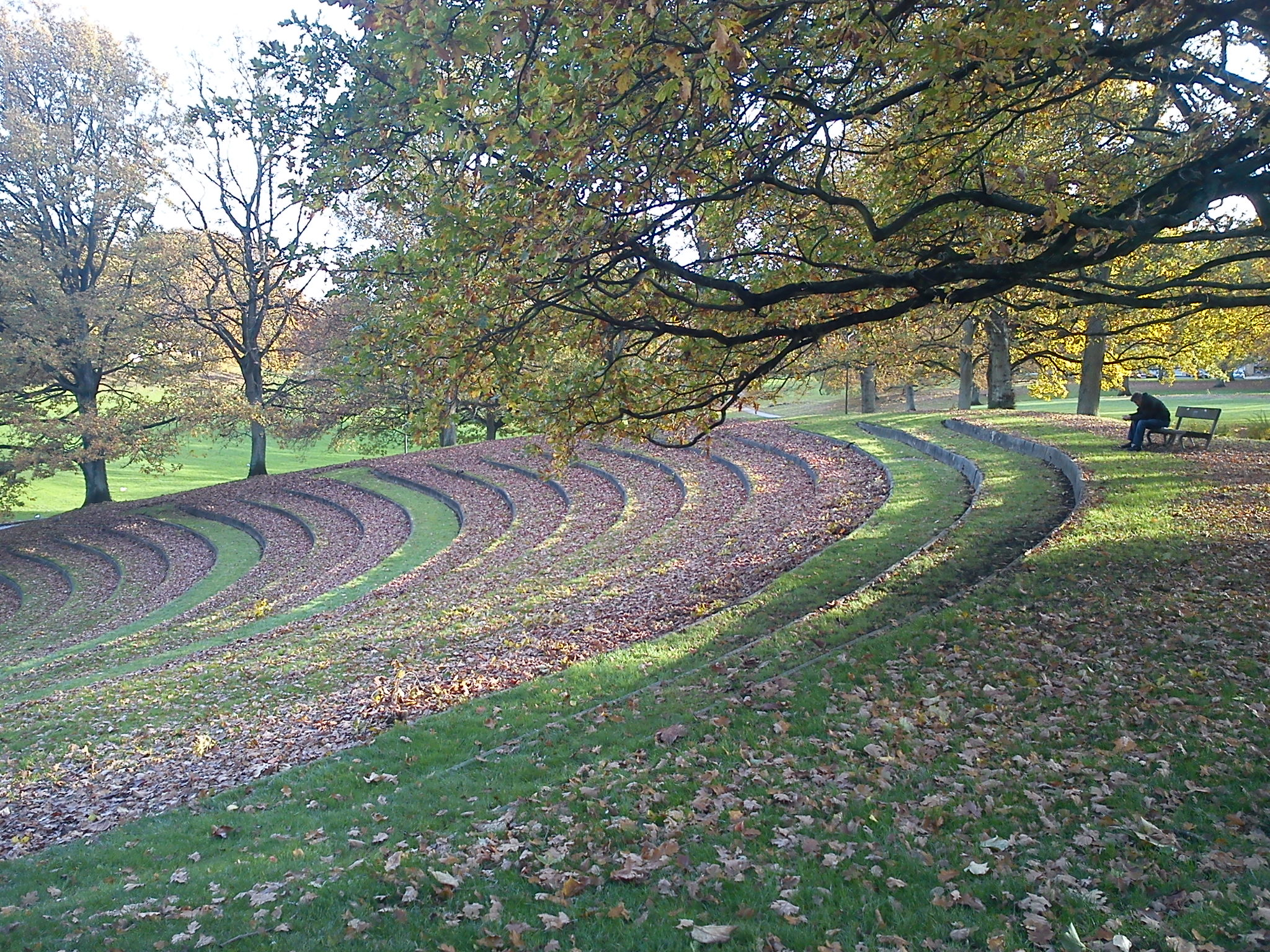